# Ulica Częstochowska w Kaliszu
Ulica Częstochowska – ulica w Kaliszu przebiegająca przez dzielnice Śródmieście, Czaszki, Rypinek i Zagorzynek. Pod względem długości mieści się na czwartym miejscu najdłuższych ulic miasta. Jest fragmentem drogi wojewódzkiej nr 450.

## Przebieg
Ulica Częstochowska zaczyna się na placu Bogusławskiego. Poprzez most Rypinkowski przecina Kanał Rypinkowski. Po prawie kilometrze krzyżuje się ze Szlakiem Bursztynowym i Nowym Światem. Od tego miejsca jest częścią drogi wojewódzkiej nr 450. Na skrzyżowaniu z ulicą Budowlanych rozszerza się do czteropasmówki, w pobliżu Giełdy Kaliskiej odbiega od ulicy Księżnej Jolanty i zmienia się tutaj z powrotem w dwupasmówkę. Kończy się pod wiaduktem kolejowym gdzie dalej idzie już ulica Rzymska aż do granicy miasta w stronę Wieruszowa.

## Obiekty
- Cmentarz Żołnierzy Radzieckich
- Park im. Ignacego Jana Paderewskiego
- Energa - Rejonowy Zakład Dystrybucji w Kaliszu, nr. 4
- pogotowie energetyczne, nr. 4
- Kaliski Okręgowy Związek Żeglarski, nr. 7
- Powiatowy Ośrodek Dokumentacji Geodezyjnej i Kartograficznej, nr. 12
- Radio Centrum, nr. 12
- Telewizja Polska - redakcja, nr. 23A
- Kaliski Inkubator Przedsiębiorczości, nr. 25
- kościół św. Gotarda (do ul. Kordeckiego 3)
- Hotel Seven, nr. 77
- Technikum nr 4 im. ks. Józefa Sieradzana w Zespole Szkół Techniczno-Elektronicznych w Kaliszu[1], nr. 99
- Zasadnicza Szkoła Zawodowa nr 4, nr. 99
- Zespół Szkół Techniczno-Elektronicznych, nr. 99
- dom, nr. 125
- dom, nr. 127
- Cmentarz Zagorzynek, nr. 132
- dom, nr. 133
- Grundig Polska, nr. 140
- Jednostka Ratowniczo-Gaśnicza nr 2 Państwowej Straży Pożarnej, nr. 140
- Państwowa Wyższa Szkoła Zawodowa im. Prezydenta Stanisława Wojciechowskiego w Kaliszu, Wydział Politechniczny, nr 140
- Wytwórnia Sprzętu Komunikacyjnego „PZL-Kalisz”, nr 14
- dom, nr 116, rok budowy 1886, rodzinny Waldemara Kuczyńskiego (na zdjęciu po lewej)
- akademik Wydziału Pedagogiczno-Artystycznego Uniwersytetu im. Adama Mickiewicza, nr. 140A
- Urząd Kontroli Skarbowej w Poznaniu - ośrodek zamiejscowy, nr. 144
- Poczta Polska, urząd pocztowy nr 1 - filia, nr. 177
- Pratt & Whitney Kalisz (do ul. Elektrycznej 4)
- Giełda Kaliska (do ul. Braci Gillerów 2-12)
- salon Hyundaia i Mitsubishi Auto Centrum Lis, nr. 211